# Communauté d'agglomération
Pour un article plus général, voir Établissement public de coopération intercommunale.
Une communauté d'agglomération est un établissement public de coopération intercommunale (EPCI) français à fiscalité propre, qui prévoit une importante intégration des communes membres.
Elle est définie comme étant :
« […] un établissement public de coopération intercommunale regroupant plusieurs communes formant, à la date de sa création, un ensemble de plus de 50 000 habitants d'un seul tenant et sans enclave, autour d'une ou plusieurs communes centre de plus de 15 000 habitants. Le seuil démographique de 15 000 habitants ne s'applique pas lorsque la communauté d'agglomération comprend le chef-lieu du département ou la commune la plus importante du département. Le seuil démographique de 50 000 habitants est réduit à 30 000 habitants lorsque la communauté d'agglomération comprend le chef-lieu du département. »
— Début de l'article L 5216-1 du Code général des collectivités territoriales.
Par la population comme par le degré de coopération, elle se trouve à un niveau intermédiaire entre la communauté de communes et la communauté urbaine.

## Histoire
Si les syndicats de communes existent depuis 1890 et les syndicats intercommunaux à vocation multiple (SIVOM) depuis le 5 janvier 1959 , il faut attendre 1992 pour qu'une nouvelle conception de l'intercommunalité fasse place à la liberté de négociation contractuelle et à la libre association de communes. La loi du 6 février 1992 crée deux nouvelles catégories d'EPCI à fiscalité propre : les « communautés de communes » et les « communautés de villes ».
La loi relative au renforcement et à la simplification de la coopération intercommunale du 12 juillet 1999, dite « loi Chevènement ».contribue à accélérer la création de nouvelles structures. Elle supprime les districts et les communautés de villes. Ces dernières n'avaient pas rencontré le succès escompté : cinq communautés de villes seulement avaient été créées depuis 1992. Elle crée une nouvelle catégorie d'EPCI à fiscalité propre, les communautés d'agglomération, réservée aux groupements de plus de 50 000 habitants. Elle recentre les communautés urbaines sur les ensembles de population les plus importants : 500 000 habitants au lieu de 20 000 précédemment. Enfin, elle élargit les compétences des communautés de communes.
Leur régime est modifié, comme pour toutes les communautés, par la loi no 2010-1563 du 16 décembre 2010 de réforme des collectivités territoriales, qui prévoit l'élection directe des conseillers communautaires des communes de plus de 3 500 habitants à partir des élections municipales de 2014. La loi a également assoupli le seuil démographique de création des communautés d'agglomération, en le réduisant notamment à 30 000 habitants lorsqu'elles comprennent le chef-lieu de département.

## Dénombrement
Au 1er janvier 2024, on recensait 229 communautés d'agglomération sur les 1 254 EPCI à fiscalité propre.
L'évolution du nombre de communautés d'agglomération depuis 2000 est la suivante, :
| Année | Nombre de groupements | Nombre de communes regroupées | Population regroupée |
| ----- | --------------------- | ----------------------------- | -------------------- |
| 2000  | 50                    | 756                           | 5 992 185            |
| 2001  | 90                    | 1 435                         | 11 491 120           |
| 2002  | 120                   | 2 015                         | 15 957 444           |
| 2003  | 143                   | 2 441                         | 18 250 455           |
| 2004  | 155                   | 2 632                         | 19 712 128           |
| 2005  | 162                   | 2 753                         | 20 397 780           |
| 2006  | 164                   | 2 788                         | 20 679 874           |
| 2007  | 169                   | 2 946                         | 21 173 675           |
| 2008  | 171                   | 3 003                         | 21 377 932           |
| 2009  | 174                   | 2 983                         | 21 016 706           |
| 2010  | 181                   | 3 107                         | 22 472 555           |
| 2011  | 191                   | 3 290                         | 23 379 003           |
| 2012  | 202                   | 3 600                         | 24 109 018           |
| 2013  | 213                   | 4 118                         | 25 541 907           |
| 2014  | 222                   | 4 851                         | 27 136 257           |
| 2015  | 226                   | 4 744                         | 25 889 681           |
| 2016  | 196                   | 4 610                         | 21 813 717           |
| 2017  | 219                   | 7 282                         | 23 962 577           |
| 2018  | 222                   | 7 443                         | 23 660 357           |
| 2019  | 223                   | 7 488                         | 23 513 248           |
| 2020  | 222                   | 7 461                         | 23 370 289           |
| 2021  | 223                   | 7 465                         | 23 492 290           |
| 2022  | 227                   | 7 526                         | 23 777 483           |
| 2023  | 227                   | 7 522                         | 23 835 713           |
| 2024  | 229                   | 7 586                         | 24 081 689           |
| 2025  | 230                   | 7 599                         | 24 144 084           |

## Création
Les communes concernées et le préfet de département peuvent créer une communauté d'agglomération si le critère de continuité territoriale est respecté (une zone géographiquement d'un seul tenant et sans enclave) et si l'ensemble territorial répond à l'une des configurations suivante :  
- comporte un minimum de 50 000 habitants ;
- forme un ensemble d'au moins 30 000 habitants et comprend la commune la plus peuplée du département (disposition à titre expérimental et pendant une durée maximale de trois ans)[10] ;
- forme un ensemble d'au moins 25 000 habitants autour d'une commune de plus de 15 000 habitants (disposition à titre expérimental et pendant une durée maximale de trois ans et ne concerne que les communes littorales au sens de l'article L. 321-2 du code de l'environnement)[11].

L'article L. 5111-3 du code général des collectivités territoriales précise que ces conditions ne sont pas exigées si les communautés d'agglomération sont issues de la transformation d'un EPCI à fiscalité propre existant à la date de publication de la loi (district, communauté de communes ou communauté de villes). Par exemple, la création de l'une des toutes premières, la communauté d'agglomération du pays de Flers (janvier 1994), ne satisfaisait pas à la première condition car elle comportait moins de 50 000 habitants avant 2017.

## Fonctionnement
La communauté d'agglomération est gérée par un conseil communautaire ou conseil de communauté, composé de conseillers municipaux des communes membres.
Jusqu'aux élections municipales de 2014, les conseillers communautaires étaient des conseillers municipaux élus par chaque conseil municipal des communes membres de la communauté. Ce système était critiqué, étant donné l'importance des compétences transférées, et l'absence de débat sur ces politiques en raison de l'élection des conseillers communautaires au suffrage indirect. C'est ainsi qu'à l'unanimité, les présidents des communautés se sont prononcés lors des journées communautaires de Strasbourg en 2007 pour l'élection au suffrage universel direct dès 2014, et ce pour renforcer la légitimité des communautés et leur transparence de fonctionnement.
La loi no 2010-1563 du 16 décembre 2010 de réforme des collectivités territoriales a prévu que les conseillers communautaires des communes de plus de 3 500 habitants seront élus au suffrage universel direct, dans le cadre des élections municipales. Les représentants des communes de plus petite taille resteront élus en leur sein par les conseils municipaux. Ces dispositions ont été modifiées par la loi du 17 mai 2013, qui a défini le régime suivant :
À compter des élections municipales de 2014, chaque commune est représentée au conseil communautaire par un nombre de représentants tenant compte de sa population définie aux articles L. 5211-6-1 et L. 5211-6-2 du code général des collectivités territoriales :
- commune de moins de 1 000 habitants : les représentants de la commune au conseil communautaire sont les membres du conseil municipal désignés dans l'ordre du tableau[15]. Il n'y a donc pas d'élection directe de leurs représentants au conseil de l'intercommunalité dont elles sont membres, mais, en fonction du nombre de représentants attribués à la commune, le maire, des maires-adjoints et éventuellement des conseillers municipaux sont de droit membres du conseil communautaire ;
- commune de plus de 1 000 habitants : les conseillers communautaires sont élus lors des élections municipales, en même temps et sur la même liste de candidats que les conseillers municipaux. Les bulletins de vote de ces communes comprennent, dans leur partie gauche, la liste des candidats au conseil municipal, et, dans la partie droite, la liste des candidats au conseil communautaire[16].

## Compétences
L'article L. 5216-5 du Code général des collectivités territoriales impose aux communautés d'agglomération l'exercice de certaines compétences : 
- développement économique ;
- aménagement de l'espace communautaire ;
- équilibre social de l'habitat ;
- politique de la ville ;
- transport urbain;
- GEMAPI, ou gestion des milieux aquatiques et prévention des inondations.

La communauté doit par ailleurs exercer au moins trois des six compétences suivantes :
- création ou aménagement d'entretien de voirie ;
- assainissement ;
- eau potable ;
- protection et mise en valeur de l'environnement ;
- action sociale d'intérêt communautaire ;
- équipements culturels et sportifs.

Elle peut se donner compétence en matière de droit de préemption urbain ou recevoir délégation du département pour exercer des fonctions d'aide sociale.
Les communes peuvent, par ailleurs, déléguer à la communauté d'autres compétences.
L'exercice de certaines compétences nécessite que soient définies les actions et équipements « reconnus d'intérêt communautaire ». cette déclaration d'intérêt communautaire est faite par une délibération du conseil communautaire prise à la majorité des deux tiers du conseil de la communauté d'agglomération.
C'est une différence importante par rapport aux communautés de communes, où la déclaration d'intérêt communautaire résulte du vote d'une majorité qualifiée des conseils municipaux, qui donne ainsi plus de pouvoir aux communes.
Chaque intercommunalité exerce des compétences en nombre inégal et de niveaux inégaux. Là où le SIVU ne gère qu'une seule et unique compétence, la communauté d'agglomération peut dépasser la trentaine. De façon plus générale, elles se distinguent sous les appellations intercommunalité de service (compétence unique et technique) et intercommunalité de projet (compétences multiples au service d'un projet de territoire).

## Ressources
Les recettes des communautés d'agglomération sont :
- les impôts directs et les taxes assimilées avec notamment la TPU (taxe professionnelle unique). L'ensemble étant mentionné aux articles nonies C et 1609 nonies D du code général des impôts[20] ;
- les revenus de ses biens meubles et immeubles ;
- les sommes qu'elle reçoit des administrations publiques, associations, particuliers, en échange d'un service rendu ;
- les dotations, subventions et participations de l'Union européenne, de l'État, de diverses collectivités territoriales et d'autres institutions ;
- les produits des dons et legs ;
- le produit des taxes, redevances et contributions correspondant aux services assurés, notamment pour l'assainissement et les ordures ménagères ;
- le produit du versement destiné aux transports en commun prévu à l'article L. 2333-64 du Code général des collectivités territoriales ;
- le produit des emprunts.

De 1999 à 2009, la ressource principale des communautés d'agglomération fut la taxe professionnelle, dont le taux devait devenir unique sur son territoire, après une période transitoire — dite de « lissage » — de quelques années. Depuis la mise en place de la contribution économique territoriale en 2011 (2010 étant une année transitoire à régime spécial), les communautés d'agglomération perçoivent une partie de la cotisation foncière des entreprises et de la cotisation sur la valeur ajoutée des entreprises.

## Évolution territoriale
La communauté d'agglomération offre une nouvelle conception du pouvoir local, en intégrant l'idée de projet, là où il n'y avait que de la gestion. En effet, les SIVU ou les SIVOM n'ont d'autres vocations que de gérer des équipements ou infrastructures, souvent de réseau, tels le gaz, l'électricité, l'eau ou les déchets. Cependant, il est fréquent pour une commune de rester membre d'un ou deux SIVU, d'un SIVOM ou d'un syndicat mixte et d'une communauté d'agglomération. Une commune adhère en général à plusieurs structures intercommunales, mais ne peut appartenir qu'à un seul EPCI à fiscalité propre. Si la communauté d'agglomération acquiert une compétence gérée par une autre intercommunalité, celle-ci est dissoute si elle ne gérait que cette compétence (SIVU), ou est retirée des compétences de ladite intercommunalité, au titre du principe de spécialité et d'exclusivité des EPCI à fiscalité propre.
La communauté d'agglomération, avec sa fiscalité propre à TPU a des compétences de gestion, mais également d'élaboration, de création, bref, de projet. Cet état de fait est encore plus valable pour les communautés urbaines, mais moins développé au sein des communautés de communes. L'intercommunalité a donc évolué, puisque le projet, à l'exception de l'ancien district, ancêtre communautés d'agglomération, n'a jamais été une vocation intercommunale, et ce depuis les premières formes en 1837 et les commissions syndicales de gestion pour les biens indivis entre communes.